# Буїнськ (Ібресинський район)
Бу́їнськ (рос. Буинск, чув. Пăвакасси) — сільський населений пункт зі статусом селище міського типу у складі Ібресинського району Чувашії, Росія. Входить до складу Буїнського сільського поселення.
Населення — 1220 осіб (2010; 1621 у 2002).
До 2005 року мав статус міського поселення. Після зміни тип населеного пункту (селище міського типу) зберігся, однак за статусом — це сільський населений пункт.